# Chionostomum baolocense
Chionostomum baolocense är en bladmossart som beskrevs av Pierre Tixier 1977. Chionostomum baolocense ingår i släktet Chionostomum och familjen Sematophyllaceae. Inga underarter finns listade i Catalogue of Life.